# الدوري الألماني لكرة السلة 2010–11
الدوري الألماني لكرة السلة 2010–11 (بالألمانية: Basketball-Bundesliga 2010/11)‏ هو موسم من الدوري الألماني لكرة السلة. أقيم خلال الفترة 1 أكتوبر 2010 وحتى 18 يونيو 2011، وشارك فيه  18 فريقاً، وفاز فيه بروس باسكتس.